# Dischidodactylus
Dischidodactylus és un gènere d'amfibis de la família Craugastoridae endèmic de Veneçuela.

## Taxonomia
- Dischidodactylus colonnelloi (Ayarzagüena, 1985)
- Dischidodactylus duidensis (Rivero, 1968)